# Hatsune Miku: Project Diva (spelserie)
Hatsune Miku: Project Diva (japanska: 初音ミク -Project DIVA-?) är en rytmspelserie utvecklad av Sega och Crypton Future Media och utgiven till Playstation Portable, Playstation 3, Nintendo 3DS, Nintendo Switch, IOS, Sega Ringedge och Playstation Vita. Spelserien består för nävarande av fem huvudtitlar och tre spinoffer.
De använder främst Vocaloids, en serie program för syntetisk sång, där den kändaste är Hatsune Miku. Spelserien är den första att använda Vocaloid tillverkad av Yamaha Corporation. I Japan har spelserien blivit populär då den i april 2012 sålt över en miljon exemplar.

## Utgivna spel

### Huvudtitlar
| Version                                      | År   | Konsol                              |
| -------------------------------------------- | ---- | ----------------------------------- |
| Hatsune Miku: Project DIVA                   | 2009 | Playstation Portable, Playstation 3 |
| Hatsune Miku: Project DIVA Arcade            | 2010 | Arkad, senare Playstation 4         |
| Hatsune Miku: Project DIVA 2nd               | 2010 | Playstation Portable, Playstation 3 |
| Hatsune Miku: Project DIVA Extend            | 2011 | Playstation Portable, Playstation 3 |
| Hatsune Miku: Project DIVA F                 | 2012 | Playstation Vita, Playstation 3     |
| Hatsune Miku: Project DIVA F 2nd             | 2014 | Playstation Vita, Playstation 3     |
| Hatsune Miku: Project DIVA X                 | 2016 | Playstation Vita, Playstation 4     |
| Hatsune Miku: Project DIVA Future Tone       | 2017 | Arkad, Playstation 4                |
| Hatsune Miku: Project DIVA MegaMix/ Mega 39s | 2020 | Nintendo Switch                     |
| Hatsune Miku: Project DIVA MegaMix+          | 2022 | PC                                  |

### Spinoffer
| Version                                      | År   | Konsol       |
| -------------------------------------------- | ---- | ------------ |
| Hatsune Miku and Future Stars: Project Mirai | 2012 | Nintendo 3DS |
| Miku Flick                                   | 2012 | IOS          |
| Miku Flick/02                                | 2012 | IOS          |
| Hatsune Miku: Project Mirai 2                | 2013 | Nintendo 3DS |